# Врата (роман)
«Врата» (англ. Gateway) — научно-фантастический роман американского писателя Фредерика Пола, изданный в 1977 году и получивший все три главные американские премии жанра — «Небьюлу» (1977), «Хьюго» (1978) и Локус (1978). Роман открывает цикл «Хичи».

## Сюжет
Люди нашли искусственный астероид, вращающийся вокруг Солнца по орбите, перпендикулярной плоскости эклиптики, построенный инопланетной расой, получившей название Хичи. На астероиде же обнаружились космические корабли, способные летать быстрее света. Люди разобрались, как управлять кораблями, но они не могли наперед выбрать место назначения, управление осуществлялось вращением диска со световыми индикаторами, понять назначение которых невозможно. Многие добровольцы испытывали их. Некоторые возвращались с открытиями, благодаря которым становились богачами. Но большинство возвращалось ни с чем. А некоторые не возвращались вообще. Полёт на корабле напоминал русскую рулетку — могло повезти, но можно было и погибнуть.
Главный герой — исследователь, которому повезло. Его мучают угрызения совести — из экипажа, которому выпала удача, вернулся только он один. И он пытается разобраться в своей жизни, исповедуясь роботу-психоаналитику.

## История создания и продолжения
Журнальная версия романа была опубликована в трёх частях в ноябре 1976 — марте 1977 года в журнале Galaxy. В апреле 1977 года роман вышел отдельной книгой и произвёл сенсацию. В 1977—1978 годах роман принёс автору ряд премий в области фантастики, включая три главные американские премии — «Хьюго», «Небьюлу» и «Локус».
На волне успеха романа Фредерик Пол пишет ряд продолжений: «За синим горизонтом событий» (1980), «Встреча с Хичи» (1984), «Анналы Хичи» (1987), сборник «Путь Врат» (1990), в который вошла повесть 1971 года «Торговцы Венерой», в которой упоминается инопланетная цивилизация Хичи. В 2004 году Фредерик Пол переделал рассказ «Парень, который будет жить вечно» (1999 год) в роман.
По мотивам романа в 1992 году была выпущена компьютерная игра «Frederick Pohl’s Gateway» в стиле interactive fiction, а в 1993 году — продолжение игры, Gateway 2: Homeworld.
Роман неоднократно переиздавался и был переведён на многие языки.

## Награды и номинации
- Премия «Небьюла» за лучший роман: 1977 год (победитель)
- Премия «Хьюго» за лучший роман: 1978 год (победитель)
- Премия «Локус» за лучший роман: 1978 год (победитель)
- Мемориальная Премия Джона Кэмпбелла за лучший научно-фантастический роман: 1978 (победитель)

## Русскоязычные переводы
На русском языке роман был впервые издан в 1993 году издательством Амбер ЛТД в переводе Дмитрия Арсеньева. В России роман был восторженно встречен любителями фантастики, которые нашли в нём параллели с творчеством братьев Стругацких. В этом переводе роман дважды переиздавался издательством АСТ — в 2002 и 2004 годах (одновременно в двух сериях).